# Остиано
Остиа̀но (на италиански: Ostiano, на местен диалект: Üstià, Юстия) е малко градче и община в Северна Италия, провинция Кремона, регион Ломбардия. Разположено е на 43 m надморска височина. Населението на общината е 2943 души (към 2016 г.).